# Lomographa pallidida
Lomographa pallidida là một loài bướm đêm trong họ Geometridae.